# Darina Lehotská
Darina Lehotská (Körmöcbánya, 1922. január 28. – Pozsony, 1990. február 12.) szlovák levéltáros, történész, egyetemi oktató.

## Élete
1941-1945 között a pozsonyi Comenius Egyetem elődjén tanult történelmet és szlovák nyelvet. 1946-ban ugyanitt pedagógiai doktorátust szerzett. 1958-ban a történelem segédtudományai docensévé habilitált, majd 1967-től a tudományok kandidátusa lett. Politikai okokból nem lehetett egyetemi professzor.
Előbb 1945-1955 között Pozsony Város Levéltárában dolgozott, és 1950-től a Comenius Egyetemen adott elő levéltártant. 1955-1987 között az egyetem csehszlovák történelem és levéltár tanszékén oktatott, főként levéltártant, diplomatikát és egyéb segédtudományokat.
Főként a városi kancelláriával és Pozsony történelmével foglalkozott. Forrásközléseket és egyetemi tankönyveket is kiadott. 

## Elismerései
- 1979 Križko érem
- 1982 Pozsony főváros díja
- 1982 A Comenius Egyetem bronz érme

## Művei
- 1945 Nemecká kolonizácia v Turci
- 1947 Dejiny mesta Pezinka
- 1954 Archívnictvo
- 1958 Vývoj bratislavskej mestskej kancelárie do roku 1526. Historické štúdie 1958.
- 1959 K počiatkom vedenia mestských kníh na Slovensku. Najstaršia bratislavská mestská kniha 1364-1538. Historické štúdie 1959.
- 1961 Dejiny Modry 1158-1958 (1961)
- 1966/1978 Dejiny Bratislavy (tsz.)
- 1972 Príručka diplomatiky
- 1976 Bratislavská mestská správa a jej predstavitelia v 15. storočí. Historické štúdie 1975, 27-52.
- 1982 Transkripčné pravidlá, odborná terminológia a ukážky latinských textov
- 1985 Diplomatický seminár. Latinské písomnosti zo 16.-18. storočia
- 1988 Základné diplomatické kategórie